# Overal na spaní

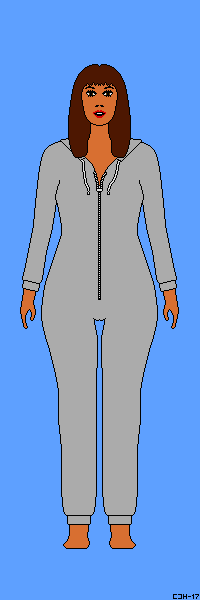
Dámský overal na spaní - nákres

Overal je druh oblečení, které se používá pro spaní. Charakteristickým znakem overalu je, že je tvořen jedním kusem oblečení (na rozdíl od pyžama) a neobléká se přes hlavu (na rozdíl od noční košile).

## Historie
Overal na spaní se pravděpodobně vyvinul z overalu, který se nosil jako spodní prádlo.

## Druhy overalů na spaní
Overaly na spaní se vyrábějí s krátkými rukávy a nohavicemi a s dlouhými rukávy a nohavicemi. U dětských overalů a výjimečně i u dospělých overalů se lze setkat s overaly, které pokrývají rovněž chodidla a hlavu (kapuce).
Doplňkem overalů na spaní může být noční čepička, což je kuželovitá čepice s pružným lemem, obvykle ukončená střapcem.

## Materiál
Většina overalů na spaní je vyrobena z bavlněného či směsového úpletu.

## Současnost
Overaly pro malé děti jsou běžně používaným druhem nočního prádla. Overaly pro větší děti a dospělé jsou méně používaným druhem nočního prádla, přesto jsou běžně dostupné v obchodní síti.